# Dżokhang

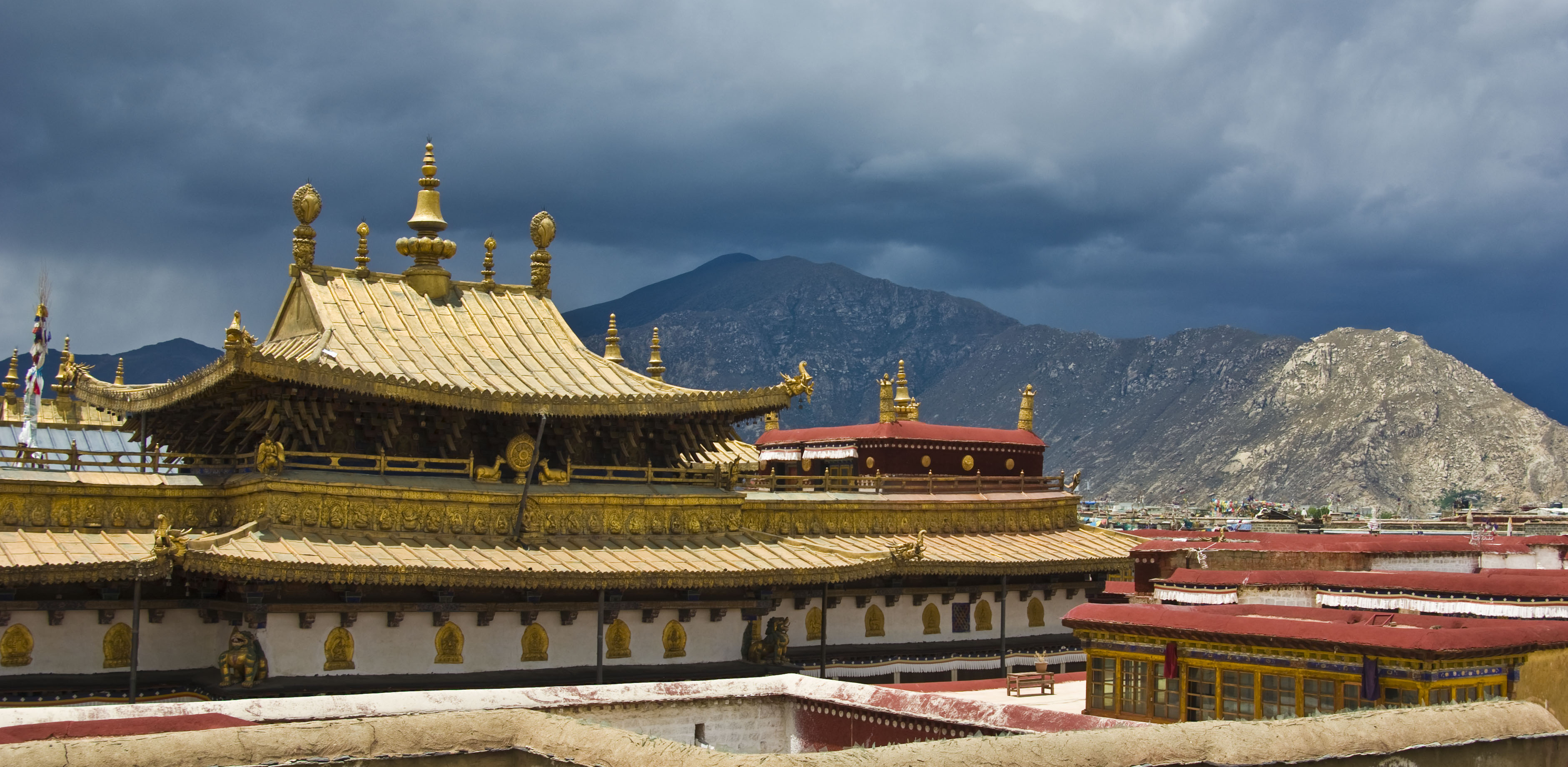
Dach świątyni z widocznymi zdobieniami

Dżokhang (tyb: ཇོ་ཁང་, Wylie: Jo-khang, ZWPY: Qokang; chiń.: 大昭寺, pinyin: Dàzhāosì) – najstarsza buddyjska świątynia w Tybecie, wzniesiona ok. roku 641 w Lhasie przez pierwszego władcę okresu imperialnego króla Songcen Gampo. Jedno z duchowych centrów tybetańskiej odmiany buddyzmu.

## Historia
Dżokhang zbudowano w czasie pobytu na dworze tybetańskim zaprzyjaźnionego, ale wygnanego z własnego kraju, nepalskiego władcy Narendradewy. Zawarto wtedy przymierze, przypieczętowane ślubem pierwszego króla Tybetu Songcen Gampo z córką władcy Nepalu Bhrikuti. Dla niej to przeniesiono stolicę państwa z zamku Jumbulagang  do Lhasy oraz zbudowano buddyjską świątynię (fundacja uznawana jest za oficjalne wprowadzenie buddyzmu w Tybecie). Songcen Gampo wkrótce po tym pomógł Narendradewedzie odzyskać tron w zamian roztaczając nad jego krajem zwierzchność lenną.
W budowę zaangażowani zostali pochodzący z Nepalu newarscy budowniczy, którzy nadali gmachowi styl oddający ówczesne założenia indyjskiej wihary (klasztoru). W momencie przybycia do Lhasy kolejnej królewskiej małżonki, córki cesarza Chin Tang Taizonga Wencheng, świątynia była już najprawdopodobniej gotowa (641). Chińska księżniczka przywiozła ze sobą Jowo (Wylie Jo-bo Rin-po-che, dogocenny władca), posążek młodego Buddy, zgodnie z legendą wykonany za jego życia i osobiście przez niego pobłogosawiony. Od Jowo, umieszczonego w budynku centralnym, swoją nazwę wziął cały kompleks Dżokhang (Wylie Jo-khang), a od niego miasto (Wylie Lha sa, miasto bogów).

## Architektura
Na gmach składa się rozłożysty kompleks świątyń, kaplic, dziedzińców oraz budynków mieszkalnych i gospodarczych. Centralna część założenia, która stanowi budynek w kształcie kwadratu o bokach 44,5 m, jest najprawdopodobniej oryginalną siedmiowieczną fundacją. Od pozostałych elementów oddziela ją korytarz procesyjny zwany Nangkorem, a w otaczającym kompleksie znajdują się rezydencje Dalajlamy i Panczenlamy, oraz siedziba tybetańskiego rządu Kaszagu. W pozostałych budynkach ulokowano dormitoria mnichów i pomieszczenia niezbędne do normalnego funkcjonowania klasztoru, dobudowane w kolejnych stuleciach.
Badania archeologiczne, przeprowadzone w północnych Indiach, na stanowiskach stanowiących historyczne buddyjskie zgromadzenia monastyczne potwierdzają, że Dżokhang zbudowano w oparciu o siedmiowieczny model indyjskiej wihary. Są one podobne zarówno ze względu na rozmiar kompleksu jak i rozkład pomieszczeń, a nawet detal architektoniczny. Porównanie planów wykazuje także duże podobieństwo do słynnej buddyjskiej uczelni Nalandy (VI wiek).
Materiał użyty do budowy jest charakterystyczny dla tybetańskiej architektury i stanowią go bielone kamienie zwieńczone bordowym fryzem (zewnętrzna część kompleksu). Zniszczenia dokonane w latach sześćdziesiątych, w czasie chińskiej rewolucji kulturalnej, odsłoniły wewnętrzną część murów najstarszej budowli, co pozwoliło ustalić, że została ona zbudowana z palonych cegieł, otynkowanych gliną i dopiero w okresie późniejszym obudowana (stanowi to kolejny dowód na prowadzenie prac zgodnie z tradycją indyjską). Zdobienia wykonano w drewnie, kamieniu i metalu, a charakterystyczne rzeźby lwów przypominają podobne znalezione w okolicach Gandhary.
Od fundacji w VII wieku do czasów współczesnych Dżokhang dotykały liczne zniszczenia i przebudowy:
- IX wiek – za rządów ostatniego władcy z dynastii Jarlung reakcja wyznawców bön i odwrót od buddyzmu
- XI wiek – przebudowa świątyni centralnej
- XII wiek – w wyniku walk pomiędzy szkołami świątynia popadła w ruinę, odbudowana po 1160
- XIII-XIV wiek – kolejna przebudowa budynku centralnego i prace zdobnicze słynnego nepalskiego artysty Arniko
- XVII wiek – obudowa alei procesyjnej, powstanie Nangkor
- XVIII wiek – do kompleksu wprowadził się rząd Tybetu

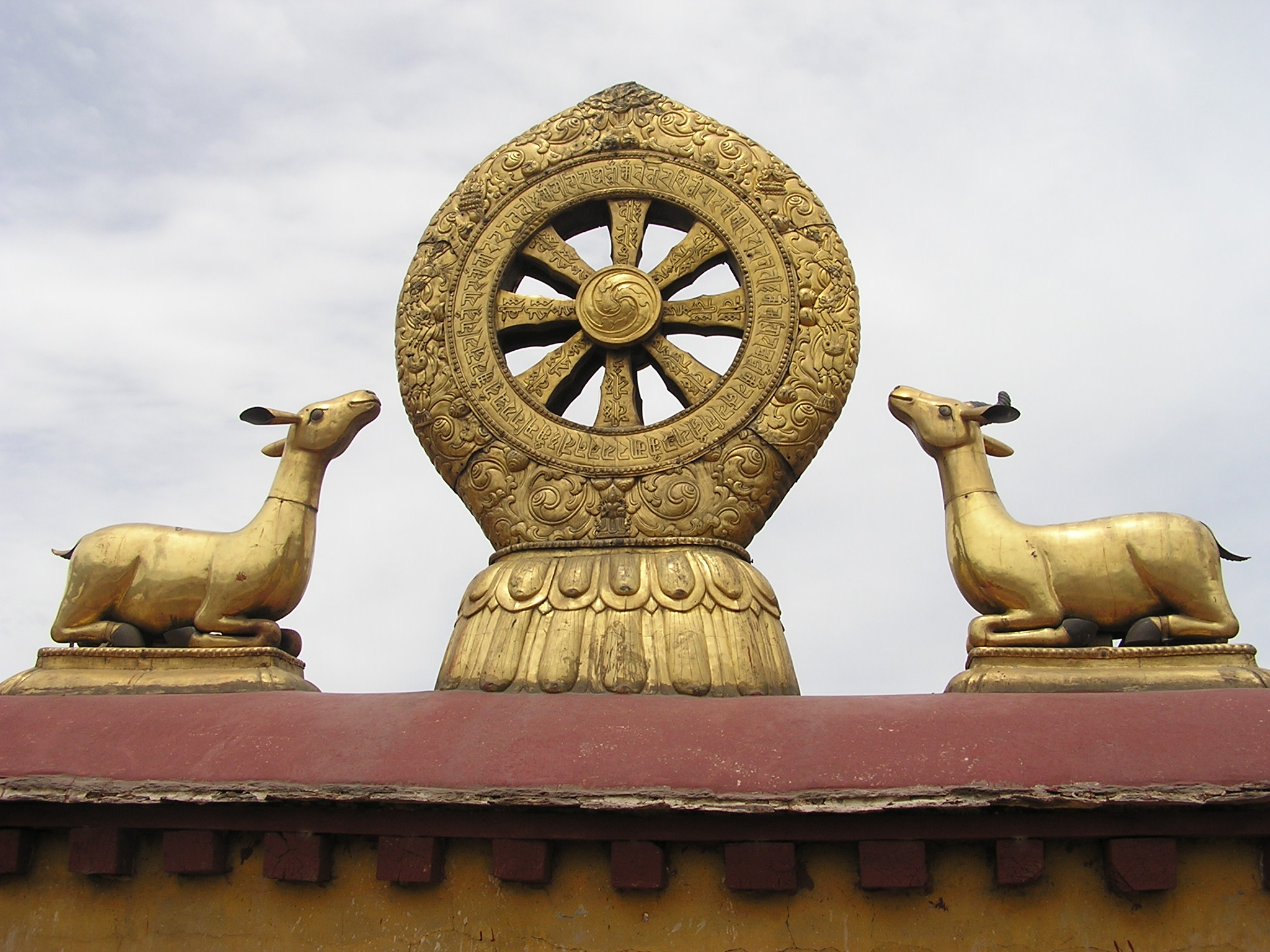
Detal architektoniczny. Koło dharmy

W latach sześćdziesiątych XX wieku, w wyniku trwającej w całych Chinach rewolucji kulturalnej, Dżokhang został splądrowany i zamieniony na koszary. Odbudowa rozpoczęła się w roku 1972, a kompleks wyczyszczono i odmalowano. Pełna renowacja datowana na lata 1978-1990 doprowadziła do utraty części dziesięcio- i jedenastowiecznych, oryginalnych malowideł. Jakość prac konserwatorskich poprawiła się w ostatnich latach, dzięki czemu pozostałe zdobienia odtworzono za pomocą tradycyjnych, tybetańskich technik malarskich.
W 1996 rozpoczęto rządowy proces inwestycyjny związany z budową w mieście nowych mieszkań. Zaproponowano wyburzenie części klasztoru, czemu sprzeciwiła się rada miejska Lhasy. Pomimo stanowiska radnych, w 2002 wyburzono część kompleksu stanowiącą pozostałości kaplicy Ngakhang, a na jej miejsce rozpoczęto budowę bloków.

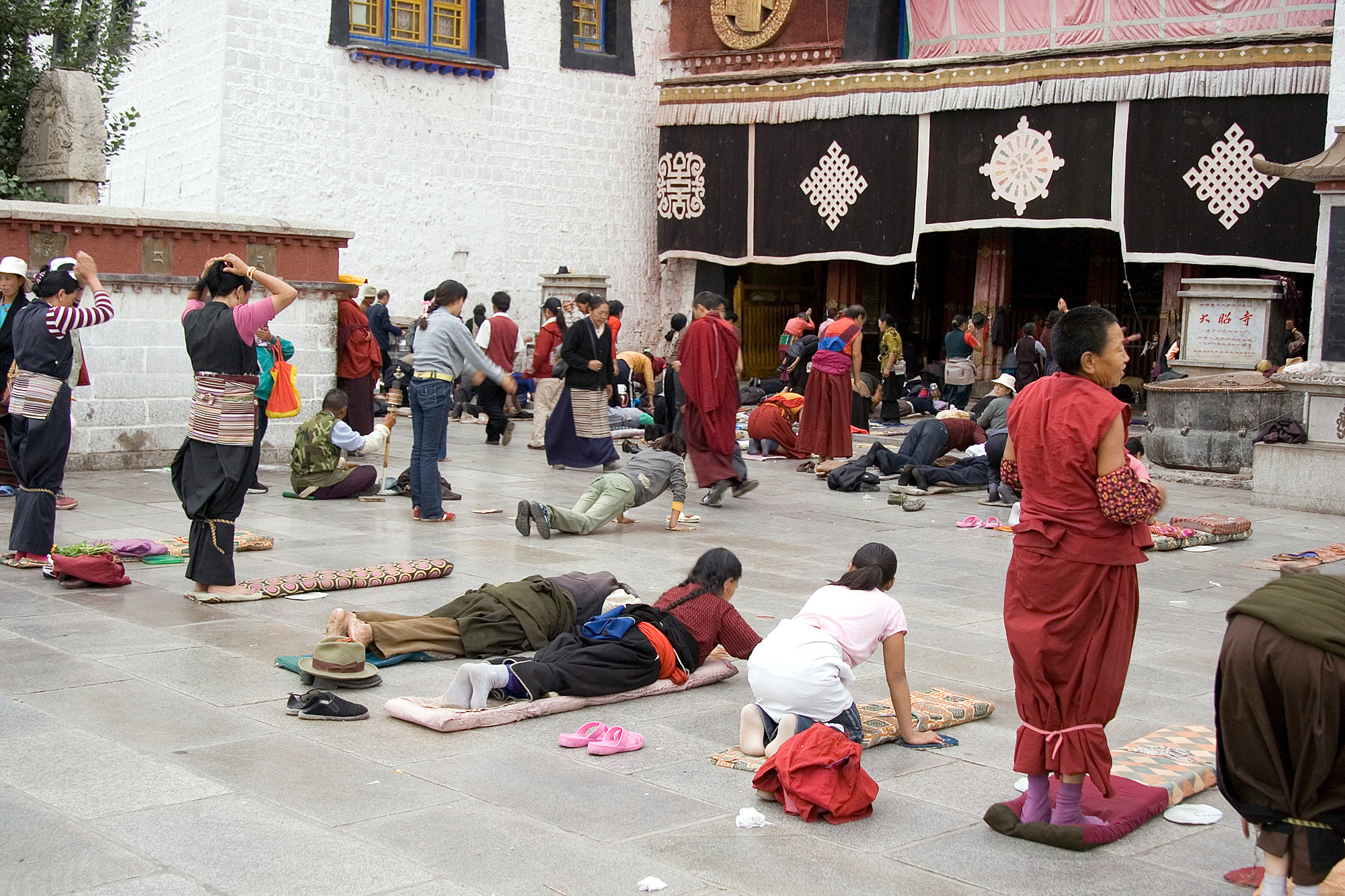
Pielgrzymi

## Znaczenie
Dżokhang jest jednym z najświętszych miejsc buddyzmu tybetańskiego, którego znaczenie dorównuje funkcji katedry w kulturze zachodu (dlatego też przez lata była błędnie określany tym mianem). Jest to jeden z głównych celów pielgrzymek tybetańskich buddystów oraz kluczowe miejsce w historii i kulturze Tybetu. Ze względu na zanik buddyzmu w Indiach i ruinę tamtejszych klasztorów, Dżokhang uznawany jest za jedyną przetrwałą, zbudowaną w oryginalnym indyjskim stylu wiharę. Wraz z japońską Hōryū-ji uznawany za jedną z najstarszych, częściowo drewnianych świątyń buddyjskich na świecie.
W lutym 2001 roku kompleks dopisano do Pałacu Potala na listę światowego dziedzictwa UNESCO pod nr 707.

## Galeria zdjęć

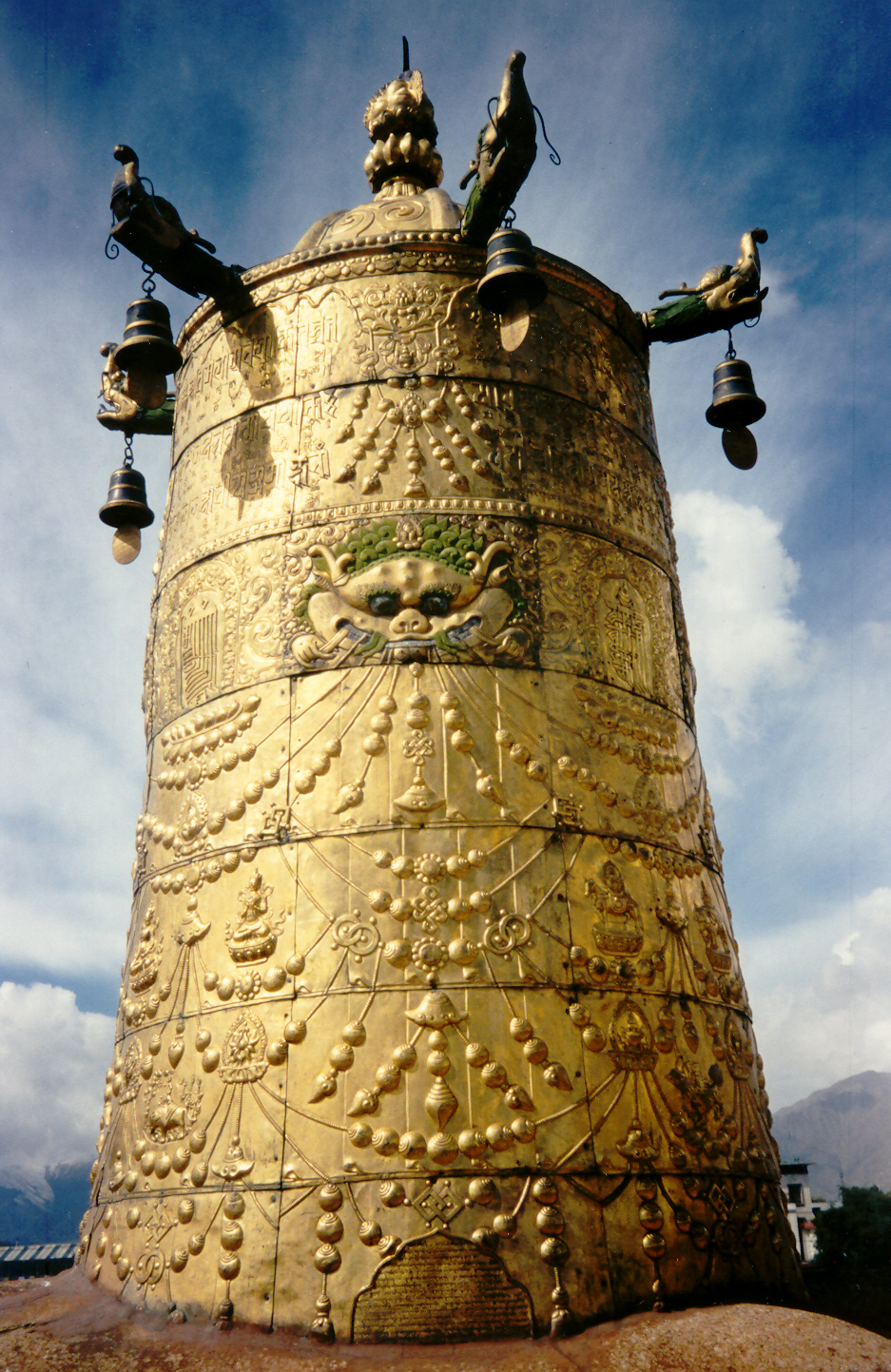
Dhvaja, symbol zwycięstwa
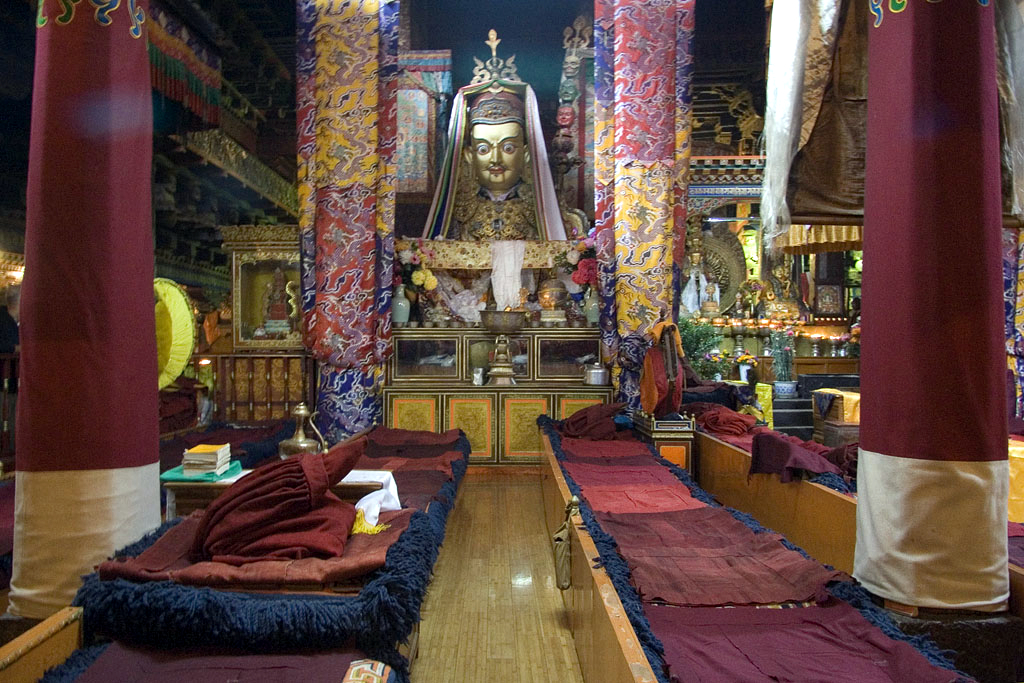
Wnętrze
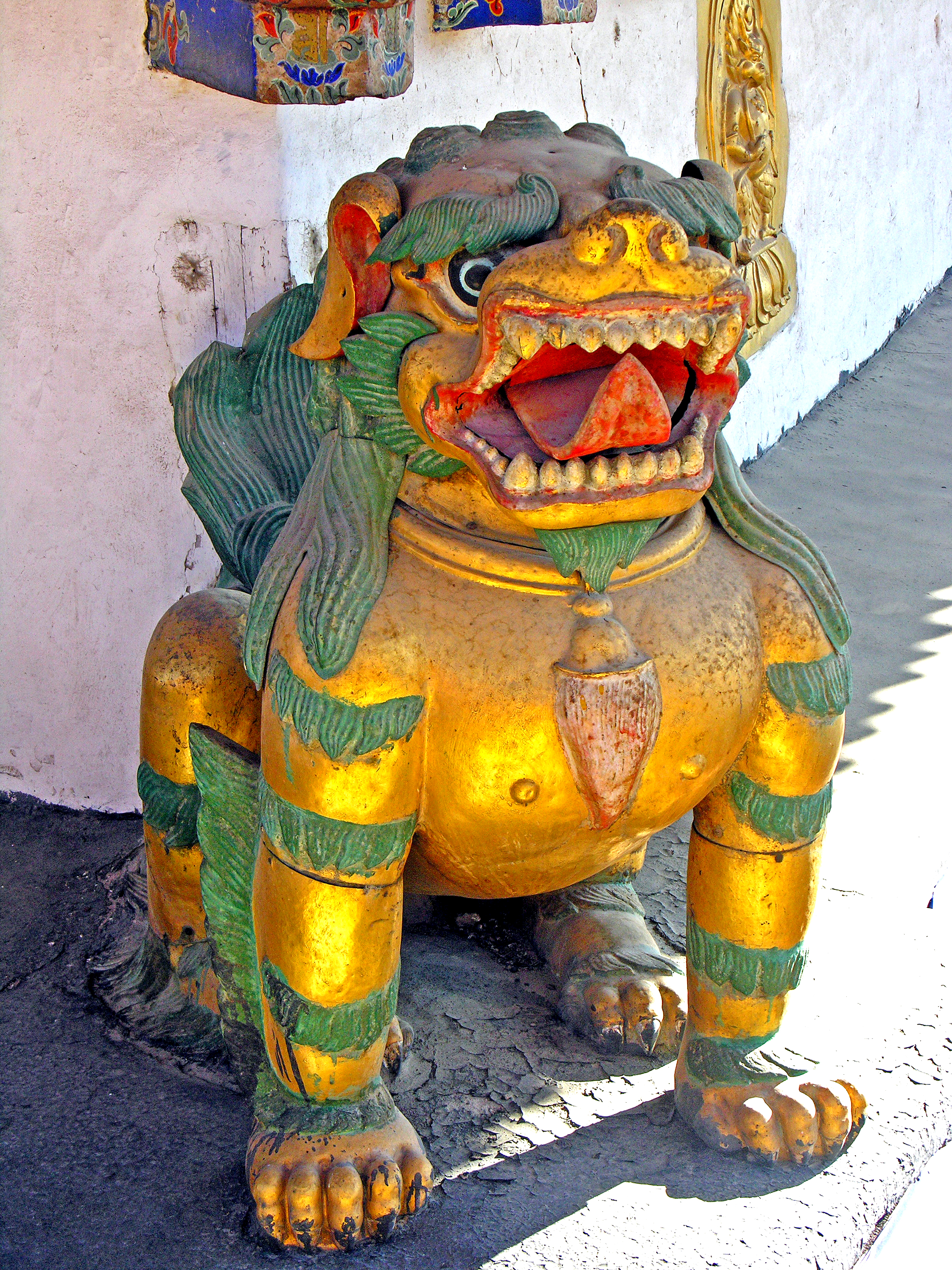
Rzeźba lwa
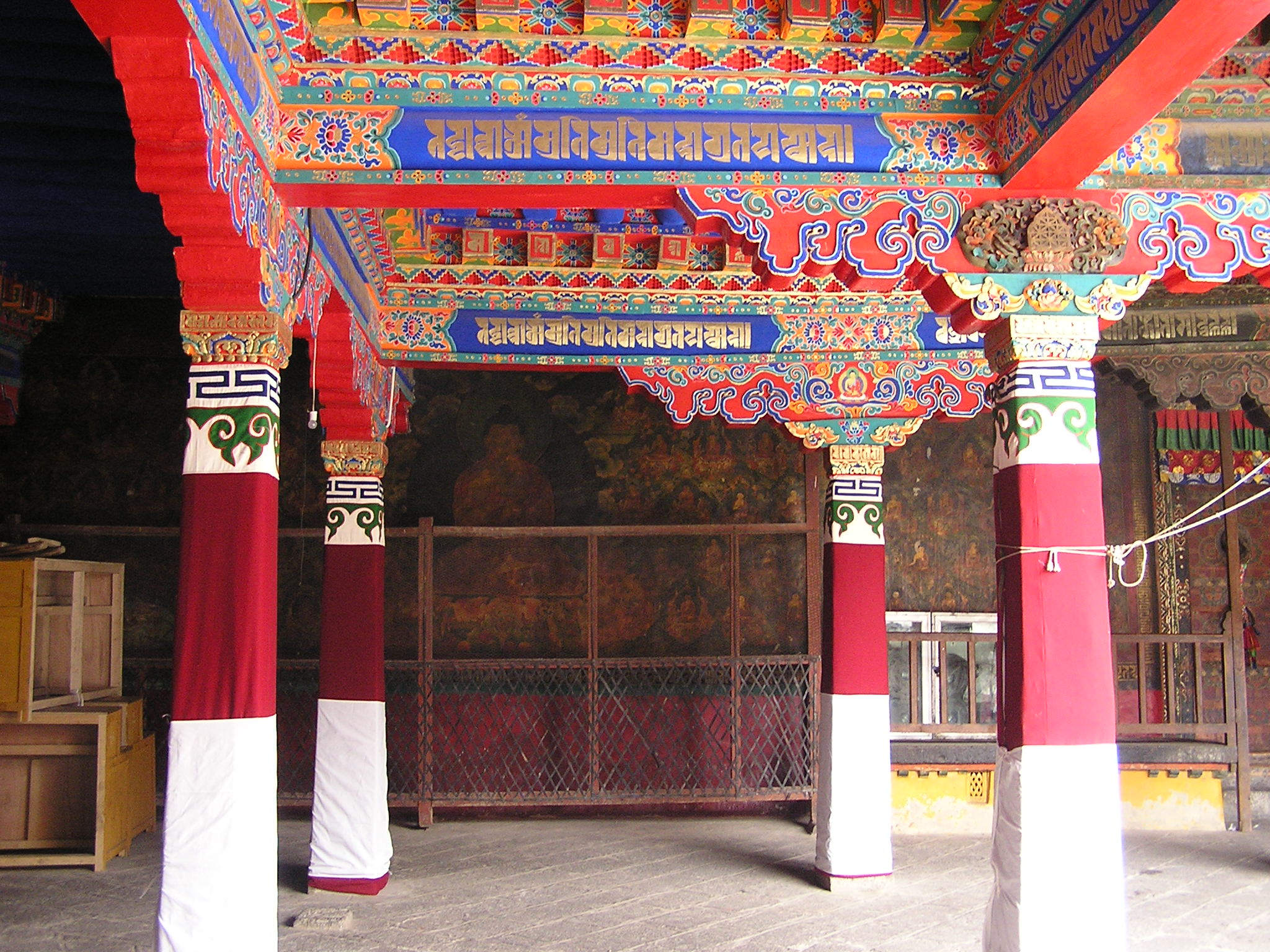
Kolumnada
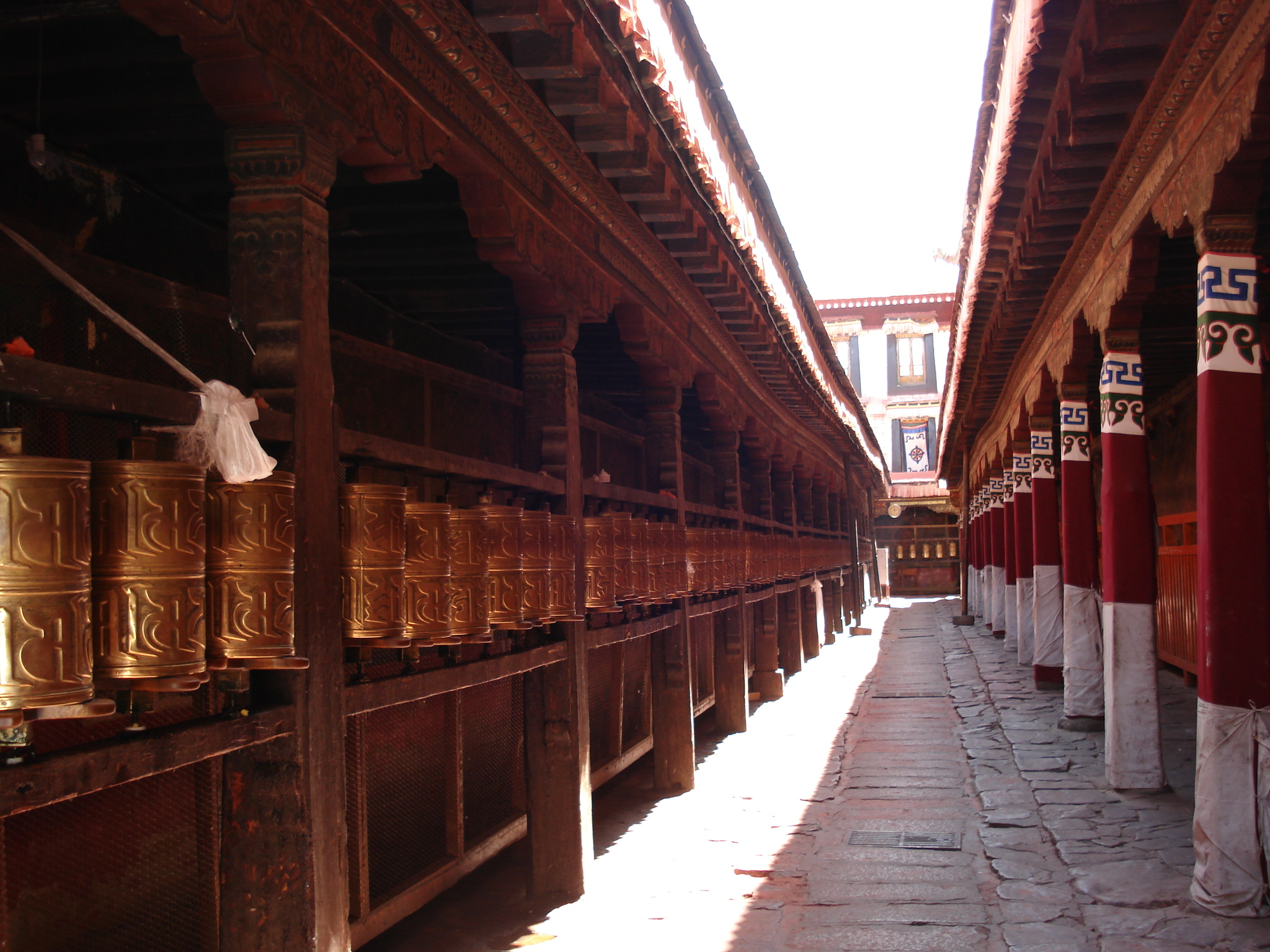
Młynki modlitewne